# Pebbles (Musik)
Pebbles ist der Name einer LP-Reihe, die ab 1979 von Greg Shaw herausgegeben wurde.
Das Material für die Compilations nahm Shaw aus seiner eigenen Sammlung von seltenen Garagenrock-Singles aus den 1960er Jahren. Mit Pebbles versuchte Shaw, das Konzept der erfolgreichen Nuggets Compilation von Lenny Kaye zu übernehmen. Die ausgewählten Stücke waren aber nicht in gleichem Maße bekannt. Oft wurde für diese Musik auch der Begriff Sixties Punk verwendet. Der Grund dafür waren die Untertitel der Reihe wie „Original Artyfacts From The First Punk Era“ oder „Original Punk Rock From The Psychedelic Sixties“.
Zunächst waren auf den Compilations nur US-amerikanische Bands vertreten, später kamen auch europäische hinzu. Die Reihe beinhaltete 28 LPs und wurde auf dem Unterlabel Archive International Productions von Shaw’s eigenem Label Bomp Records veröffentlicht. Bis dahin völlig unbekannte Bands wie Scope, The Hecklers, Magic Mushrooms, Sea Monkeys und viele andere wurden so einem breiteren Publikum bekannt gemacht.
Die Pebbles-Sampler erhielten vor allem in Europa Kultstatus, da sie nur in wenigen Plattenläden erhältlich waren. Einige der hier veröffentlichten Songs wurden von Bands wie The Undertones, The Cramps und anderen gecovert.
Die Pebbles-Reihe kann als Beginn der noch heute erfolgreichen Re-Issue Welle, die Wiederveröffentlichung älterer Musikstücke unter einem neuen Label, gesehen werden. So folgten weitere Serien wie Back From The Grave, Mindrocker, Highs In The Mid-Sixties, Rubbles, Boulders und die 1980 von Rhino Records veröffentlichte Nuggets Reihe, die oft durch den identischen Namen mit der ersten Compilation von Lenny Kaye verwechselt wird.